# Seseganaga Lake
Seseganaga Lake är en sjö i Kanada.   Den ligger i Thunder Bay District och provinsen Ontario, i den sydöstra delen av landet, 1 200 km väster om huvudstaden Ottawa. Seseganaga Lake ligger 418 meter över havet. Arean är 130 kvadratkilometer. Den sträcker sig 30,2 kilometer i nord-sydlig riktning, och 27,9 kilometer i öst-västlig riktning.
Trakten runt Seseganaga Lake är nära nog obefolkad, med mindre än två invånare per kvadratkilometer.